# موجز تاريخ كل شيء تقريبا
موجز تاريخ كل شيء تقريبا (بالإنجليزية: A short history of nearly everything)‏ هو كتاب علمي للمؤلف بيل برايسون Bill Bryson، يتناول تاريخ البشرية من وجهة نظر علمية منذ بدء الكون ونشوء الحضارات بلغة مبسطة، حصل الكتاب في عام 2004 على جائزة أفينتس (جائزة الجمعية الملكية للكتب العلمية)، وتصدر قائمة الكتب الأكثر مبيعا في بريطانيا عام 2005. ترجم أسامة محمد إسبر الكتاب إلى اللغة العربية في عام 2014، وتتكون النسخة المترجمة من 591 صفحة شاملة صفحات المراجع، وقامت بنشر الكتاب مكتبة العبيكان بحقوق محفوظة لها بالتعاقد مع بلاك سوان بوكس، ناشر النسخة الإنجليزية.

## خلفية
أتت فكرة تأليف بيل برايسون للكتاب في الأصل من فضول جارف كان لديه وجعله يتساءل في سن مبكرة «كيف يعرفون هذا؟» عندما كان يتصفح كتب العلوم في مراحله الدراسية، الفضول الذي لم تشبعه كتب العلوم هذه، إذ أن أسئلة كثيرة جدا تولدت في عقله دون أن يجد إجابات مرضية عنها، «كان المؤلف صامتا على نحو غريب حيال تفاصيل كهذه»، ومن جهة أخرى كان منزعجا من جمود تلك الكتب وابتعادها عن كل ما يجعل المعلومات مشوقة، «بدا وكأن هناك مؤامرة كونية غامضة بين مؤلفي المقررات الدراسية كي يتأكدوا من أن المادة التي تعاملوا معها يجب أن لا تقترب من كل ما هو مسلٍّ ومريح، وأن تبقى عصيّة على الوضوح، كما لو أنها مكالمة هاتفية مثيرة من مكان بعيد». تشكلت فكرة التأليف لدى برايسون بشكل حقيقي عندما تجدد شعوره بالجهل والقصور المعرفي عندما كان مسافرا بالطائرة وعابرا فوق المحيط الهادئ، ومفكرا في سبب ملوحة المحيطات، «حينها خطر لي أنني أجهل الشيء الأول عن الكوكب الوحيد الذي أعيش فيه». قرر بعدها أن يخصص ثلاث سنوات من حياته للبحث والقراءة وسؤال العلماء المختصين عن أسئلته، وكل ما وجده حينها قدمه في كتابه هذا.

## المحتويات
يتكون الكتاب من ستة أبواب، كل باب منها يحتوي على عدد من الفصول التي تبحر في عدة اتجاهات علمية مثل علوم الفلك، والفيزياء، والأحياء، والكيمياء، والجيولوجيا، مع تناول سير بعض العلماء والمكتشفين وعاداتهم وغرابة أطوارهم، بالإضافة إلى وجود أجزاء مخصصة للظواهر الطبيعية، وآثار الإنسان السلبية على كوكب الأرض.

## أخطاء
يحتوي الكتاب على عدد من الأخطاء العلمية التي تم رصدها، بعض هذه الأخطاء بسبب التحديثات المستمرة في المجالات العلمية.